# Parelplein
Het Parelplein of -rotonde is een plein en rotonde in de stad Manamah in Bahrein.

## Monument
Op het middenstuk van de rotonde stond een monument. Dit monument bestond uit zes Dhow-zeilen gericht naar de lucht, met in de top een parel. Na de protesten van 2011 werd het monument gesloopt omdat het een symbool voor de opstand was.

## Protesten 2011
Actievoerders zetten in februari 2011 tenten op het Parelplein op nadat het leger en politie het plein hadden verlaten. Het plein is het centrum van verzet tegen koning Hamad ibn Isa Al Khalifa.